# Гру 2
Гру 2 је други студијски албум српског репера, диск џокеја и продуцента Далибора Андонова Груа. Објављен је 1996. године за издавачку кућу Комуна на касети и компакт диск формату. Гру 2 сматра се најуспешнијим комерцијалним албумом у Србији, продат је у 4 милиона примерака и додељен му је златни музички сертификат.
На албуму се нашао широк спектар тема, од балада као што је песма Доста ми је свега до тврдих реп песама као што је Срце. Албум су продуцирали Срђан Бабовић и Гру, а снимљен је у студију Пуж. Осим наведених, пажњу јавности привукле су и песме Лето, Петак и Човек је човеку вук.
Албум је добио углавном позитивне критике, од стране музичара и музичких критичара. Музички критичар и гитариста Драган Брајовић Браја изјавио је да албум Гру 2 представља сјајан баланс између андерграунд и комерцијане музике.
Албум се нашао на 3 месту Курирове листе Топ 10 најбољих албума 1996. године.
Песма Када заврши се дан садржи семпл песме Diggy Down, коју је снимио репер LL Cool J. Човек је човеку вук садржи семпл песме Џангл манија групе К2, док песма Шампион садржи семпл песме Change The Beat, извођача B-Side.

## Списак песама
| №               | Назив               | Аутор(и)                          | Трајање |  |
| 1.              | Лето                | Гру Леонтина Вукомановић U-Suff   | 3:32    |  |
| 2.              | Бићу ту             | Гру Леонтина Вукомановић          | 3:24    |  |
| 3.              | Срце                | Гру Леонтина Ненад Јовановић      | 3:58    |  |
| 4.              | Петак               | Гру Бојана Тодоров Цоца Марко 187 | 3:46    |  |
| 5.              | Петак (out)         | Гру                               | 1:17    |  |
| 6.              | Када заврши се дан  | Гру Марко Перунчић                | 4:02    |  |
| 7.              | Човек је човеку вук | Гру                               | 3:19    |  |
| 8.              | Доста ми је свега   | Гру Ненад Јовановић               | 4:17    |  |
| 9.              | Шампион             | Гру Киза Робин Худ                | 5:34    |  |
| 10.             | Ја не спадам овде   | Гру Рамирез Бојана Карас          | 3:41    |  |
| 11.             | Преко (Далеко?)     | Гру Леонтина                      | 5:03    |  |
| Укупно трајање: | Укупно трајање:     | Укупно трајање:                   | 41:53   |  |

Информације
- Аранжман: Дејан Иванковић Бетовен (песме 1—4, 7—11), Срђан Бабовић (1—4, 7—11)
- Копродуцент: Дејан Иванковић Бетовен и Гру
- Дизајн албума: Славимир Стојановић
- Ексклузивни продуцент: Саша Драгић
- Гитара: Воја Аралица (песме 1—3, 8 и 11)
- Текст :  (песме 4, 7, 8, 9 и 11)
- Музика, текст и аранжман: Гру
- Фотографија: Александар Кујућев
- Продуцент: Срђан Бабовић